# زالتس (بایرن)
زالتس (به آلمانی: Salz) یک شهر در آلمان است که در رن-گرابفلد واقع شده‌است. زالتس ۲٬۲۹۲ نفر جمعیت دارد.